# Roberto Iniesta
Pour les articles homonymes, voir Iniesta (homonymie).
Roberto Iniesta Ojea dit «Robe», né le 16 mai 1962 à Plasencia en Estrémadure, est un compositeur, chanteur et guitariste espagnol, célèbre pour être le leader du groupe de rock Extremoduro.
Il reçoit en 2024 la Médaille d'or du mérite des beaux-arts, décernée par le Ministère de l'Éducation, de la Culture et des Sports espagnol.